# Ignazio Affani
Ignazio Affani (Parma, 22 de março de 1828 - Parma, 20 de julho de 1889) foi um pintor italiano, principalmente pintando assuntos históricos e bíblicos. 

## Biografia
Ele nasceu em Borgo San Donnino de Parma. Estudou na Academia de Belas Artes de Parma, com Giovanni Battista Callegari, Francesco Scaramuzza, Giuseppe Gaibazzi e Francesco Pescatori. Ele lutou nas revoluções de 1848-1849. Em 1859, ele recebeu uma bolsa para estudar em Florença. Retornando a Parma, ele recebeu várias honras, inclusive sendo nomeado acadêmico honorário em Nápoles. Entre seus trabalhos estão Gerolamo Savonarola in carcere (Girolamo Savonarola na cadeia), enviado à Exposição Universal de 1869 em Viena; A Filha de Jefté, Bramante apresenta Rafael ao Papa Júlio II (1859), Garibaldini se despede de sua família (1861, Palácio Pitti), Rebeca se deleita com os braceletes enviados por Isaac (1862), O exílio dos Medici de Florença e Um concerto do século XIV. Pintou afrescos para a capela de San Bernardo, no Duomo di Parma. Ele teve vida de pobreza em Milão na velhice, depois de muitas vicissitudes afligirem sua família. Seu neto foi o escultor Garibaldo Affanni. Foi internado no hospício de mendigos em Borgo San Donnino, onde morreu em 20 de julho de 1889.